# جهش‌یافتگان (فیلم ۲۰۰۸)
«جهش‌یافته» (انگلیسی: Mutants (2008 film)) فیلمی در ژانر ترسناک است که در سال ۲۰۰۸ منتشر شد. از بازیگران آن می‌توان به مایکل ایرون ساید و استیون باوئر اشاره کرد.